# Únějovice

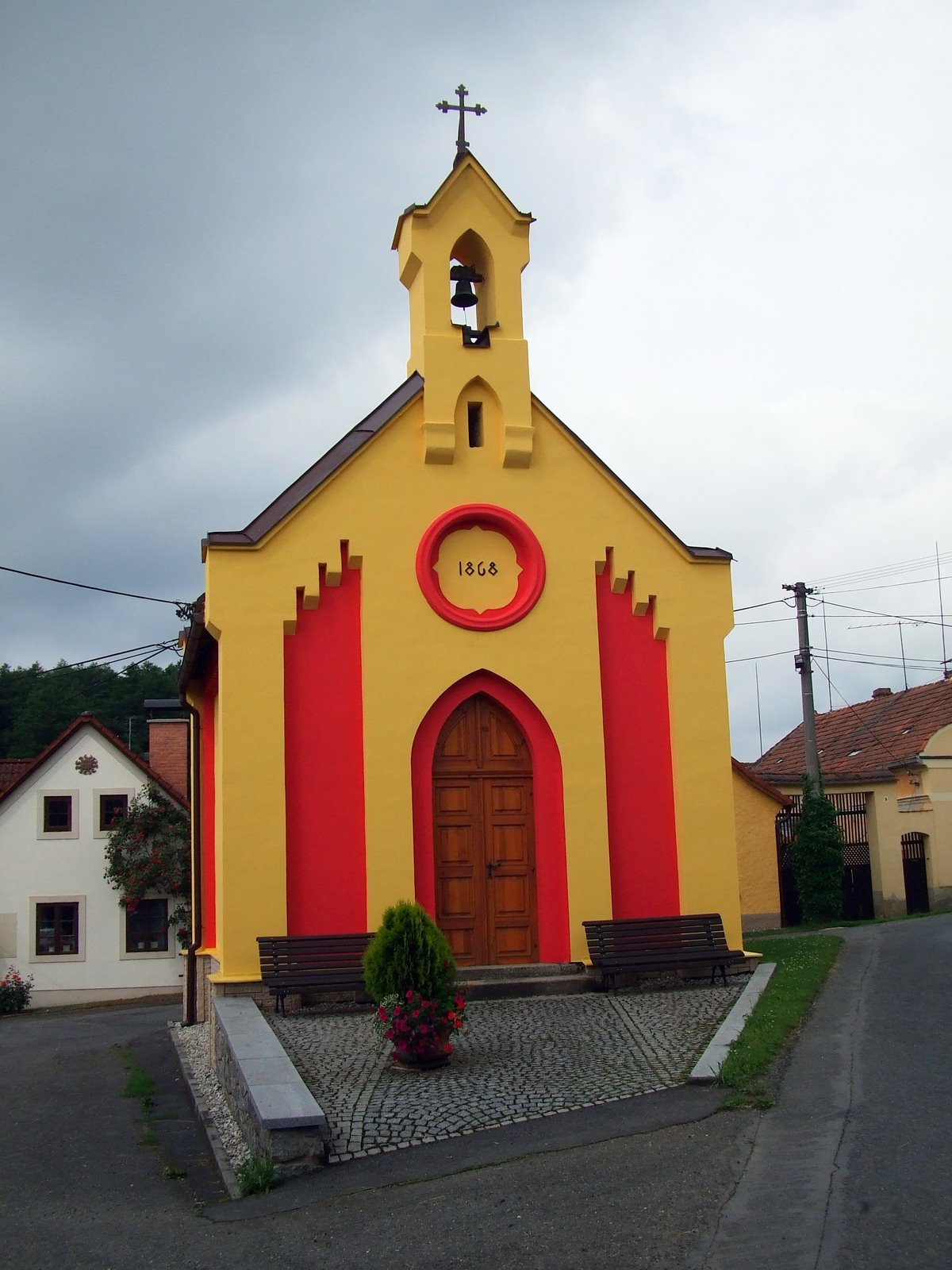
Kapelle

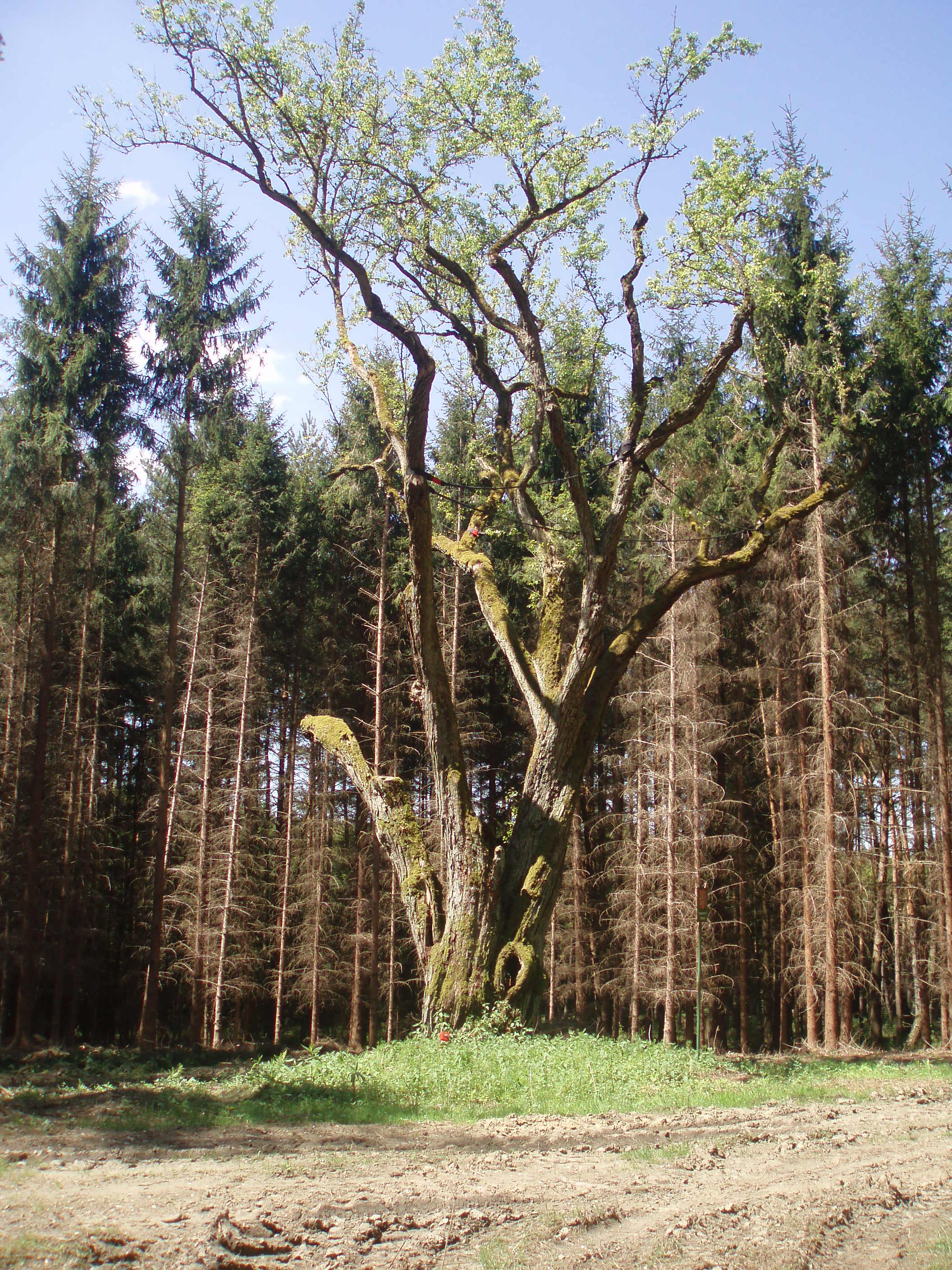
Pastýřova hruška

Únějovice (deutsch Auniowitz) ist eine Gemeinde in Tschechien. Sie liegt 14 Kilometer östlich von Domažlice und gehört zum Okres Domažlice.

## Geographie
Únějovice befindet sich linksseitig des Baches Merklínka am Ufer des Teiches Únějovický rybník in der Chudenická vrchovina. Nördlich erhebt sich der Terezín (Theresienberg 519 m), im Osten der Parny und der Na Skále (599 m), südöstlich der Na Kamejkách (615 m), Süden der U Školy (549 m), südwestlich der Kozí vrch (495 m) sowie im Westen der Holý vrch (524 m).
Nachbarorte sind Koloveč im Norden, Zichov und Chocomyšl im Nordosten, Chudenice und Lučice im Osten, Bezpravovice, Pušperk und Zdeslav im Südosten, Černíkov, Košenice und Stará Ves im Süden, Všepadly und Úlíkov im Südwesten, Hříchovice, Brandýs, Svatý Petr und Hradiště im Westen sowie Kanice, Příkřice, Kotrbov und Vítkovice im Nordwesten.

## Geschichte
Die erste schriftliche Erwähnung von Únějovice erfolgte im Jahre 1379 als Besitz des königlichen Jägers Ctibor Tlám und Besitzers der Burg Pušperk. Die Feste wurde wahrscheinlich am Übergang vom 14. zum 15. Jahrhundert von dessen Sohn Jan errichtet, der die Burg Pušperk nicht halten konnte. In der zweiten Hälfte des 15. Jahrhunderts besaßen die Ritter Aunjowsky von Schönhof (Únějovský z Krásného Dvora) das Gut. Im Jahre 1538 erwarb die Stadt Taus das Gut Únějovice und vereinigte es mit der Herrschaft Herštýn. Da die Burg Herštýn unbewohnbar geworden war, wurde die Feste Únějovice zum Verwaltungssitz der Herrschaft. Wegen der Teilnahme der Stadt am Ständeaufstand gegen die Habsburger wurden ihre Güter 1547 von der Hofkammer konfisziert. Zwei Jahre später erwarb der Karlsteiner Burggraf Sebastian Markvart von Hrádek die Herrschaft Herštýn mit der wüsten Burg und den zugehörigen neun Dörfern für 900 Schock Groschen. Er ließ die Feste Únějovice zu einem Renaissancesitz mit Wohngebäude und Wirtschaftshof umgestalten. Ab 1593 gehörte die Herrschaft Humprecht Czernin von Chudenitz, danach folgten die Herren Kotz von Dobrz und die Ritter Schakawetz von Schakawa (Žákavec ze Žákavy); da alle diese Besitzer auf anderen Gütern lebten, verlor die Feste Únějovice ihre Bedeutung als Adelssitz und wurde nur noch von herrschaftlichen Beamten bewohnt. 1626 wurde die Herrschaft Herštýn an die Herrschaft Bystřice nad Úhlavou angeschlossen. 1711 erwarben die Grafen Czernin von und zu Chudenitz die Güter und schlugen sie der Herrschaft Chudenitz zu. Die Feste wurde nach 1720 zu einem Getreidespeicher umgebaut. Bis zur Mitte des 19. Jahrhunderts blieb Únějovice der Herrschaft Chudenitz untertänig.
Nach der Aufhebung der Patrimonialherrschaft bildete Ouňovice/Auniowitz ab 1850  eine Gemeinde im Klattauer Kreis und Gerichtsbezirk Neugedein. Ab 1868 gehörte die Gemeinde zum Bezirk Taus. Als tschechischer Gemeindename wurde ab 1880 Úňovice t. Ouňovice verwendet, seit 1924 führt die Gemeinde den Namen Únějovice. Im Jahre 1900 hatte das Dorf 285 Einwohner, 1930 waren es 283. Im Jahre 1950 war die Einwohnerzahl auf 190 gesunken.
Zwischen 1980 und 1990 war Únějovice nach Koloveč eingemeindet. Im Jahre 1990 hatte das Dorf nur noch 72 Einwohner.

## Sehenswürdigkeiten
- Kapelle auf dem Dorfplatz, erbaut 1868
- ehemalige Feste Únějovice, sie wurde nach 1720 zum Speicher umgebaut. Im Jahre 2008 erfolgte die Sanierung der Fassade.
- Teich Únějovický rybník
- Pastýřova hruška (Schäfer-Birne), der etwa 600-jährige Birnbaum steht südlich von Únějovice auf einer kleinen Wiese im Wald Cikánovka. Ursprünglich stand die Pastýřova hruška inmitten von Feldern. Der 17 m hohe Baum mit einem Stammumfang von 4,35 m wurde 1987 als Baumdenkmal geschützt. Zwischen 2007 und 2008 wurde die Lichtung um den Baum vergrößert, da der hohe Nadelwald den Birnbaum zunehmend einschränkte.

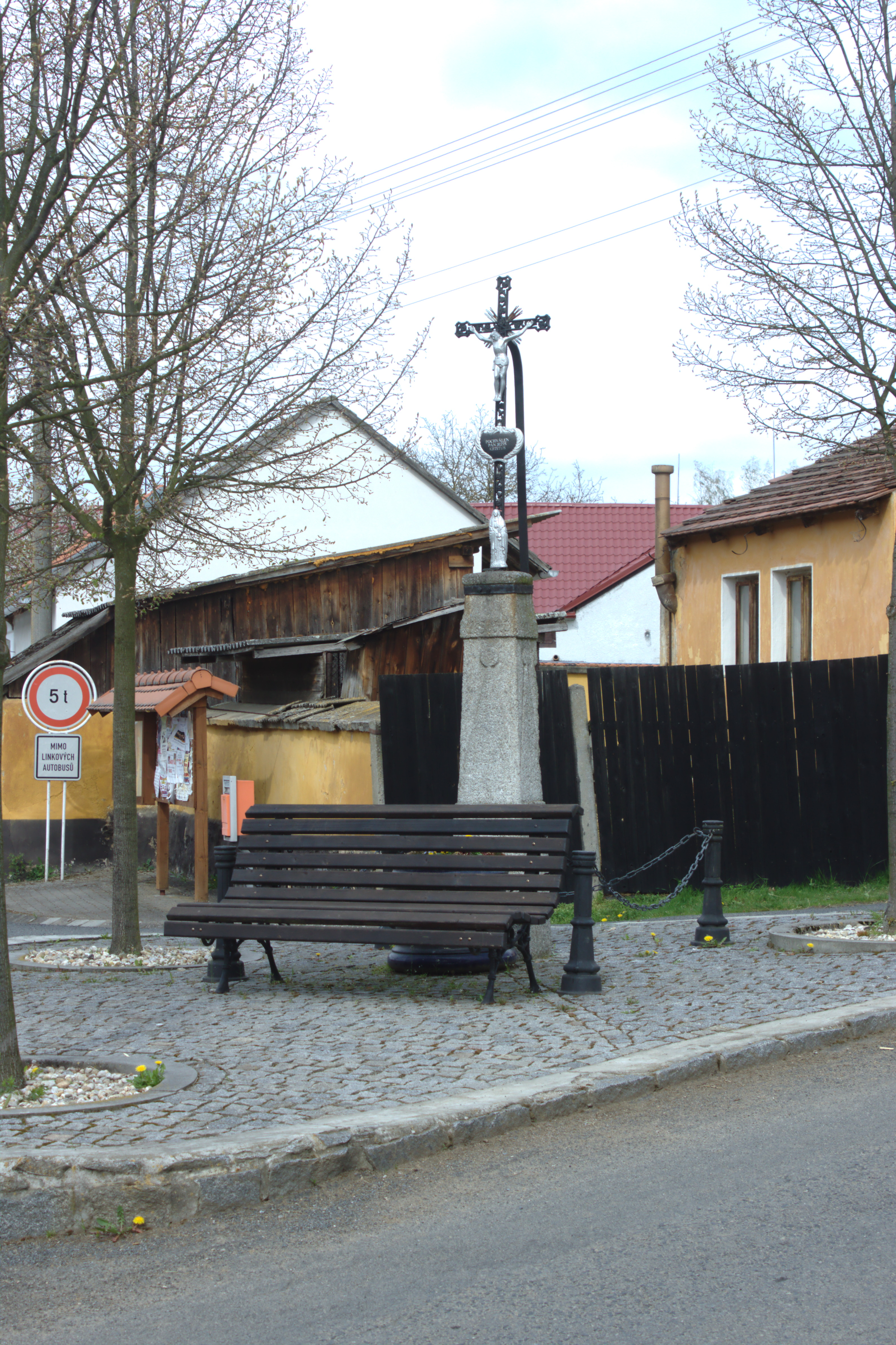
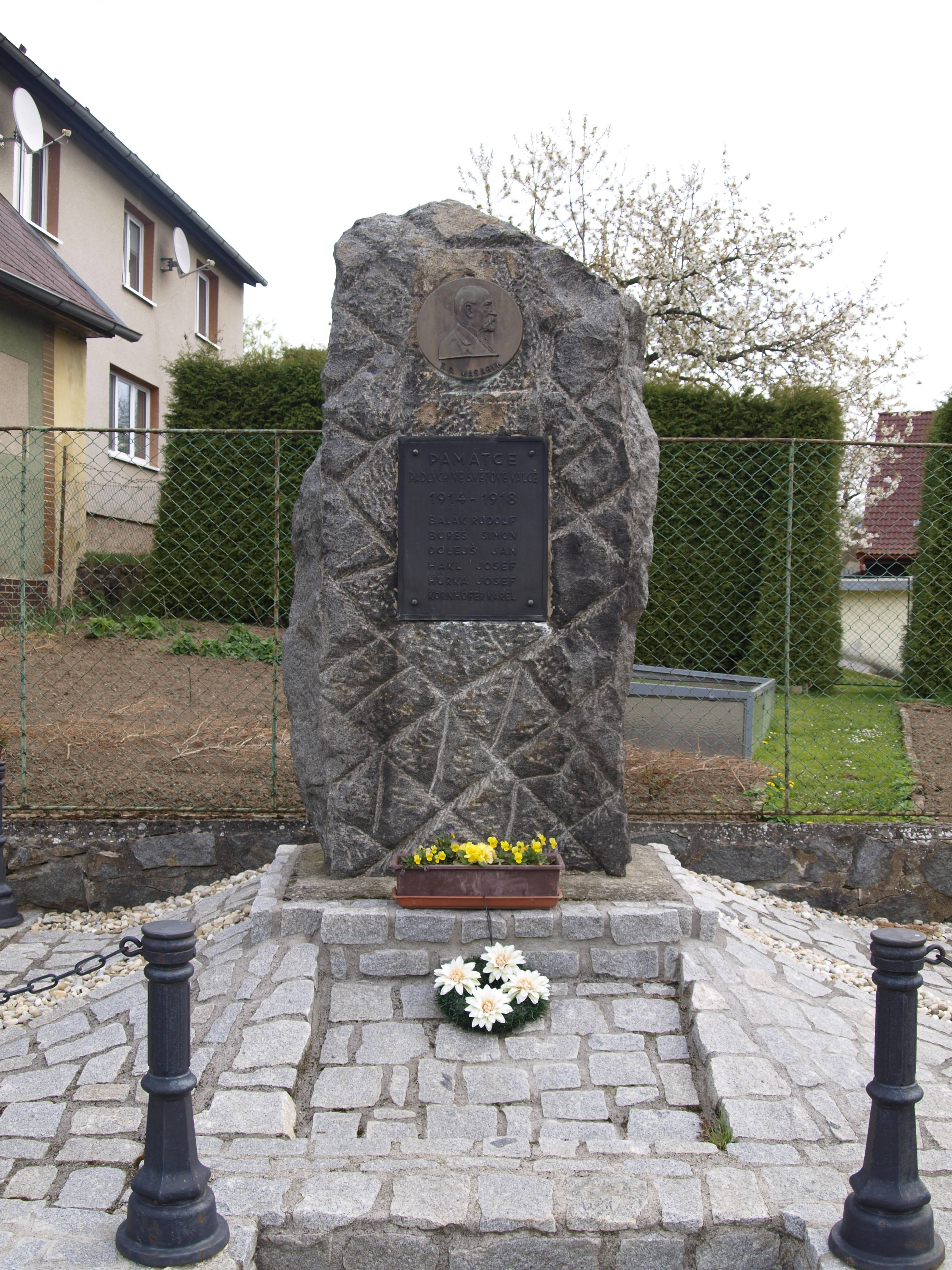
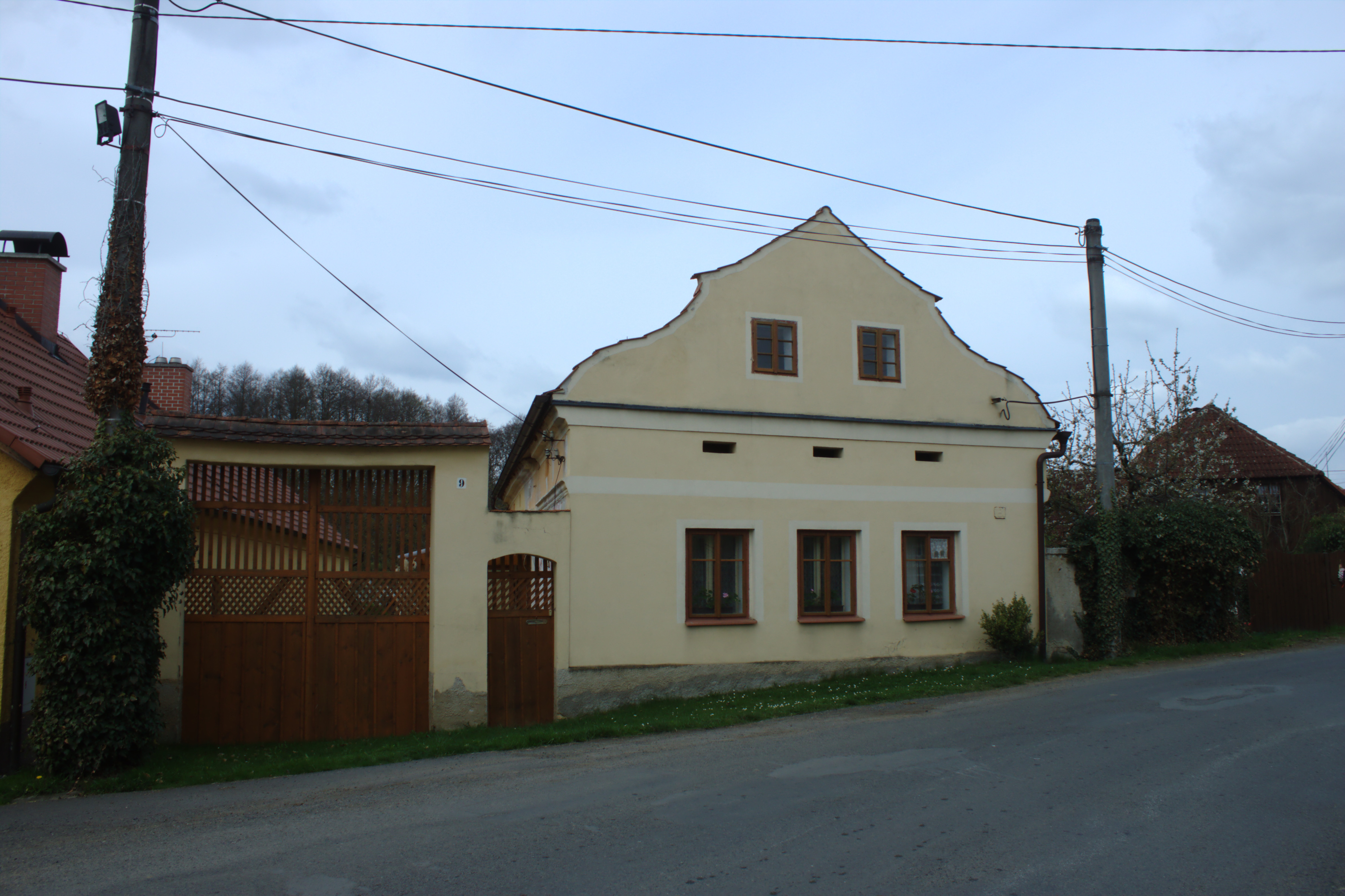